# Choices
Choices er en dansk spillefilm fra 1970 med instruktion og manuskript af Paul Secon. Den engelsksprogede film er aldrig blevet udsendt.

## Handling
Denne artikel mangler et handlingsreferat. Hjælp os med at skrive det.